# ولفگانگ میهوفر
ولفگانگ میهوفر (انگلیسی: Wolfgang Mayrhofer؛ زادهٔ ۱ ژانویهٔ ۱۹۵۸) قایقران قایق بادبانی اهل اتریش است.